# Piper sangorianum
Piper sangorianum är en pepparväxtart som beskrevs av C. Dc.. Piper sangorianum ingår i släktet Piper och familjen pepparväxter. Inga underarter finns listade i Catalogue of Life.